# ماتارانكا
ماتارانكا (Ματαράγκα) هي مدينة في أيتوليا كي أكارنانيا في مقاطعة كينتريكي إلادا في اليونان.